# Amphoe Phu Ruea
Amphoe Phu Ruea (Thai: อำเภอ ภูเรือ, Aussprache: ʔāmpʰɤ̄ː pʰūː rɯ̄a) ist ein Landkreis (Amphoe – Verwaltungs-Distrikt) im Westen der  Provinz Loei. Die Provinz Loei liegt im westlichen Teil der Nordostregion von Thailand, dem so genannten Isan.

## Geographie
Benachbarte Landkreise und Gebiete sind (von Nordost im Uhrzeigersinn): die Amphoe Tha Li, Mueang Loei, Wang Saphung und Phu Luang in der Provinz Loei, Amphoe Lom Kao der Provinz Phetchabun sowie Amphoe Dan Sai wiederum in Loei. Nach Nordwesten liegt die Provinz Sayaburi der Demokratischen Volksrepublik Laos.

## Sehenswürdigkeiten
- Der Waldtempel Wat Pa Huai Lat (วัดป่าห้วยลาด) in der Gemeinde Santom (สานตม).
- Nationalparks und andere Naturschutzgebiete
  - Nationalpark Phu Ruea (อุทยานแห่งชาติภูเรือ) – der 121 km² große Park wurde im Juli 1978 als 28. Nationalpark Thailands eröffnet.
  - Der Phu-Luang-Wildpark  (Phu Luang Wildlife Sanctuary) (Größe 848 km², eröffnet Dez. 1974) liegt im Süden des Landkreises.

## Geschichte
Am 15. Oktober 1968 wurde Phu Ruea zunächst als „Zweigkreis“ (King Amphoe) eingerichtet, indem einige Teile der Amphoe Tha Li, Mueang Loei und Dan Sai abgetrennt und dem Landkreis Dan Sai unterstellt wurden.
Am 1. April 1974 bekam Phu Ruea dann den vollen Amphoe-Status.

## Verwaltung

### Provinzverwaltung
Der Landkreis Phu Ruea ist in sechs Tambon („Unterbezirke“ oder „Gemeinden“) eingeteilt, die sich weiter in 47 Muban („Dörfer“) unterteilen.
| Nr. | Name      | Thai   | Muban | Einw. |
| --- | --------- | ------ | ----- | ----- |
| 01. | Nong Bua  | หนองบัว | 08    | 5.595 |
| 02. | Tha Sala  | ท่าศาลา | 07    | 2.771 |
| 03. | Rong Chik | ร่องจิก  | 10    | 4.919 |
| 04. | Pla Ba    | ปลาบ่า  | 07    | 3.370 |
| 05. | Lat Khang | ลาดค่าง | 06    | 2.140 |
| 06. | San Tom   | สานตม  | 09    | 2.870 |

### Lokalverwaltung
Es gibt zwei Kommunen mit „Kleinstadt“-Status (Thesaban Tambon) im Landkreis:
- Rong Chik (Thai: เทศบาลตำบลร่องจิก) bestehend aus dem kompletten Tambon Rong Chik.
- Phu Ruea (Thai: เทศบาลตำบลภูเรือ) bestehend aus Teilen des Tambon Nong Bua.

Außerdem gibt es fünf „Tambon-Verwaltungsorganisationen“ (องค์การบริหารส่วนตำบล – Tambon Administrative Organizations, TAO):
- Nong Bua (Thai: องค์การบริหารส่วนตำบลหนองบัว) bestehend aus Teilen des Tambon Nong Bua.
- Tha Sala (Thai: องค์การบริหารส่วนตำบลท่าศาลา) bestehend aus dem kompletten Tambon Tha Sala.
- Pla Ba (Thai: องค์การบริหารส่วนตำบลปลาบ่า) bestehend aus dem kompletten Tambon Pla Ba.
- Lat Khang (Thai: องค์การบริหารส่วนตำบลลาดค่าง) bestehend aus dem kompletten Tambon Lat Khang.
- San Tom (Thai: องค์การบริหารส่วนตำบลสานตม) bestehend aus dem kompletten Tambon San Tom.